# 알래스카 원주민

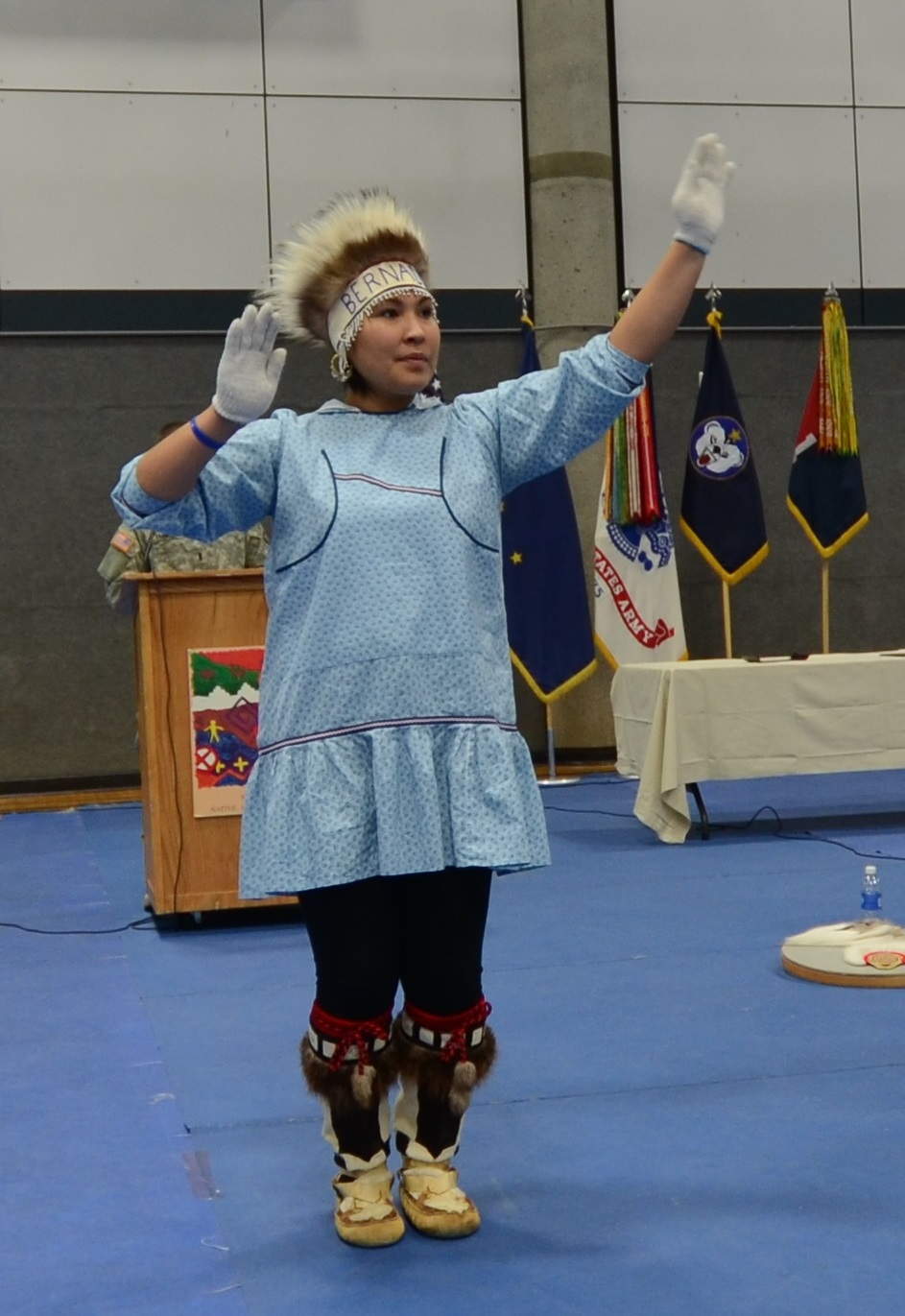

알래스카 원주민은 알래스카에 사는 아메리카 원주민이다.

## 목록
- 에스키모
  - 이누이트족
  - 유픽족
- 알류트족
- 하이다족

## 같이 보기
- 캐나다 원주민
- 미국 원주민